# Coronavirus d'Eidolon C704
Betacoronavirus eidoli
Espèce
Betacoronavirus eidoli, aussi appelé coronavirus d'Eidolon C704 (en anglais Eidolon bat coronavirus C704), est une espèce de Betacoronavirus du groupe D (Nobecovirus). 
Il a été identifié chez la chauve-souris africaine Eidolon helvum (Roussette des palmiers) dans le sud-ouest du Cameroun.